# Paul Kopp (Politiker)
Paul Erwin Kopp (* 17. September 1900 in Luzern; † 13. September 1984 ebenda; heimatberechtigt in Niederönz und ab 1924 Luzern) war ein Schweizer Politiker (FDP).

## Biografie
Kopp kam am 17. September 1900 in Luzern als Sohn des SBB-Beamten Friedrich (genannt Fritz) Kopp und der Emma Kopp, geborene Thierstein, zur Welt. Kopp besuchte die Schulen in Luzern und studierte dann an den Universitäten Lausanne und Zürich. Er erwarb an der Universität Zürich sein Lehrerdiplom und bildete sich in Grenoble, Nancy und Paris weiter. Danach arbeitete er von 1924 bis 1941 als Sekundarlehrer in Luzern. Von 1941 bis 1945 war Paul Kopp der erste Leiter des Personalamts der Stadt Luzern.
Kopp gehörte auf kommunaler Ebene zunächst vom 22. Dezember 1938 bis zum 11. September 1941 dem Grossen Stadtrat von Luzern an. Auf kantonaler Ebene war Kopp zwischen 1943 und 1961 im Luzerner Grossen Rat (heute Kantonsrat). Am 30. September 1945 wurde er zudem in den Luzerner Stadtrat (Stadtregierung) gewählt. Er war dort Erziehungsrat. Nebst seiner Arbeit als Bildungsdirektor wurde er am 25. Oktober 1953 zum Stadtpräsidenten von Luzern gewählt. Beide Ämter übte er bis 1967 aus.    
Daneben war Kopp Präsident der Winkelriedstiftung, Zentralpräsident der Staatsbürgerlichen Gesellschaft der Schweiz und Gründer der Luzerner Staatsbürgerkurse. Ein Anliegen war ihm die Luzerner Kulturszene, an deren Förderung er regen Anteil hatte. Im militärischen Bereich bekleidete er den Rang eines Oberstleutnants.    
Er war mit Josephine (Finy) Wyss verheiratet. Sein Sohn Hans W. Kopp (1931–2009) war Ehemann der ersten Bundesrätin Elisabeth Kopp. 